# حکومت چهارسالاری

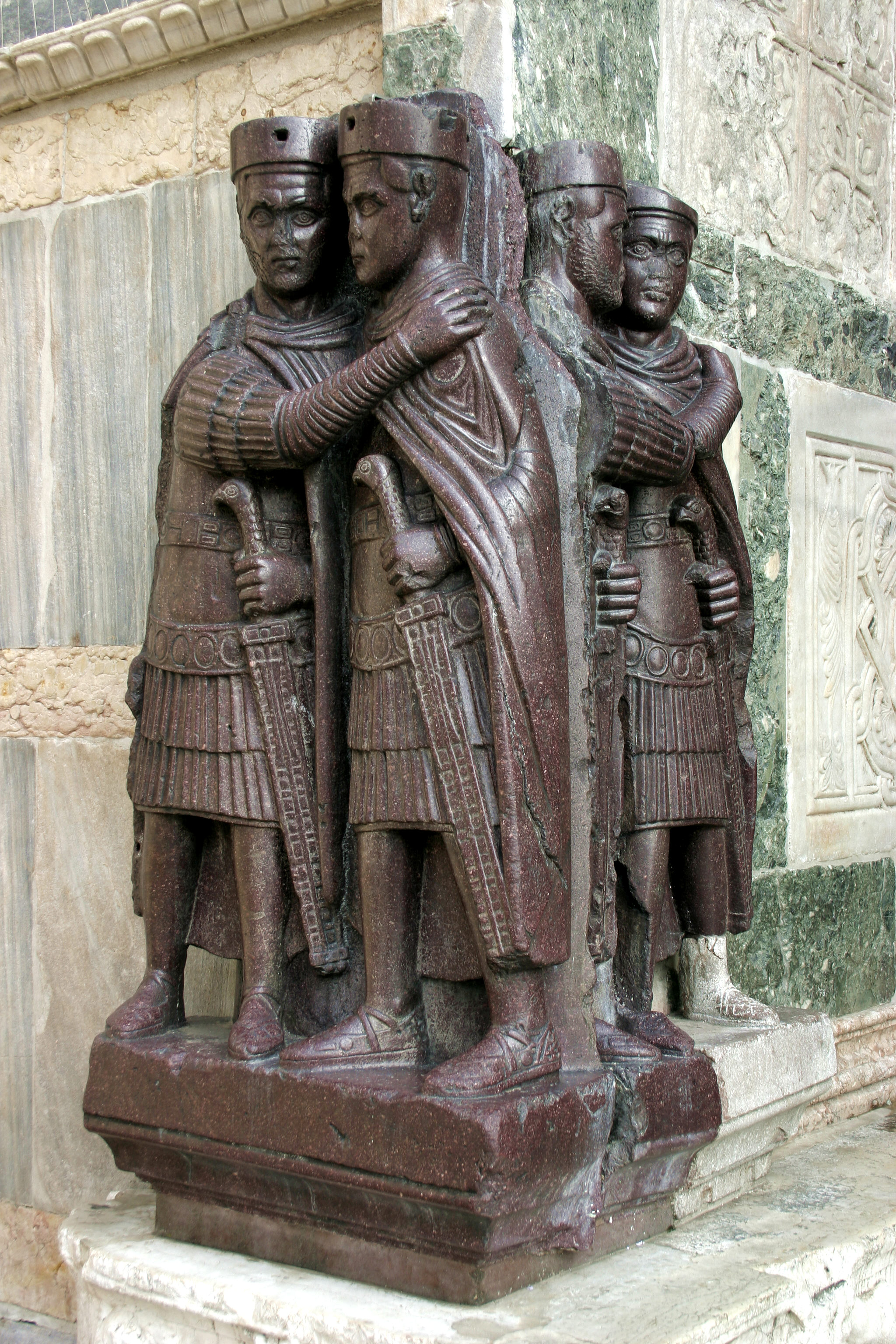
تندیس نخستین تترارکی روم در دهه ۲۹۰ میلادی، (دو آگوستوس (عنوان) و سزارهایشان): دیوکلتیان، ماکسیمیان، گالریوس و کنستانتیوس کلوروس

حکومت چهارنفره یا تترارکی (یونانی: τετραρχία) هر گونه‌ای از حکومت را توصیف می‌کند که در آن قدرت میان چهار نفر تقسیم شده باشد؛ ولی کاربرد فعلی آن معمولاً دربارهٔ نظامی است که دیوکلسین امپراتور روم در سال ۲۹۳ به اجرا گذاشت و افزون بر خاتمه دادن به بحران قرن سوم، امپراتوری روم را احیا کرد. این حکومت چهارنفره تا سال ۳۱۳ باقی ماند تا این که جنگ‌های داخلی بیشتر مدعیان قدرت را حذف کرد و نیمهٔ غربی و شرقی امپراتوری به دست کنستانتین بزرگ و لیسینیوس افتاد.

## ایجاد
در مرحلهٔ نخست، با انتصاب ماکسیمیان به امپراتوری مشترک در سال ۲۸۵، حکومت دونفره تشکیل شد. امور نواحی شرقی در دست دیوکلسین و امور مناطق غربی در اختیار ماکسیمیان بود. در سال ۲۹۳ دیوکلسین چنین اندیشید که تمرکز بیشتری بر مشکلات مدنی و نظامی نیاز است؛ بنابراین با موافقت ماکسیمیان، دو نفر دیگر یعنی گالریوس و کنستانتیوس کلوروس را نیز به عنوان سزار منصوب کرد.
در سال ۳۰۵ دو امپراتور ارشد به اتفاق استعفا کردند و کنستانتیوس و گالریوس به مقام آگوستوس ارتقاء یافتند. آنها نیز فلاویوس سوروس و ماکسیمینوس را در مقام سزار گماشتند. سوروس در غرب زیر نظر کنستانتیوس و ماکسیمینوس در شرق زیر نیز گالریوس بودند. به این ترتیب، حکومت چهارنفرهٔ دوم ایجاد شد.

## مناطق و پایتخت‌ها

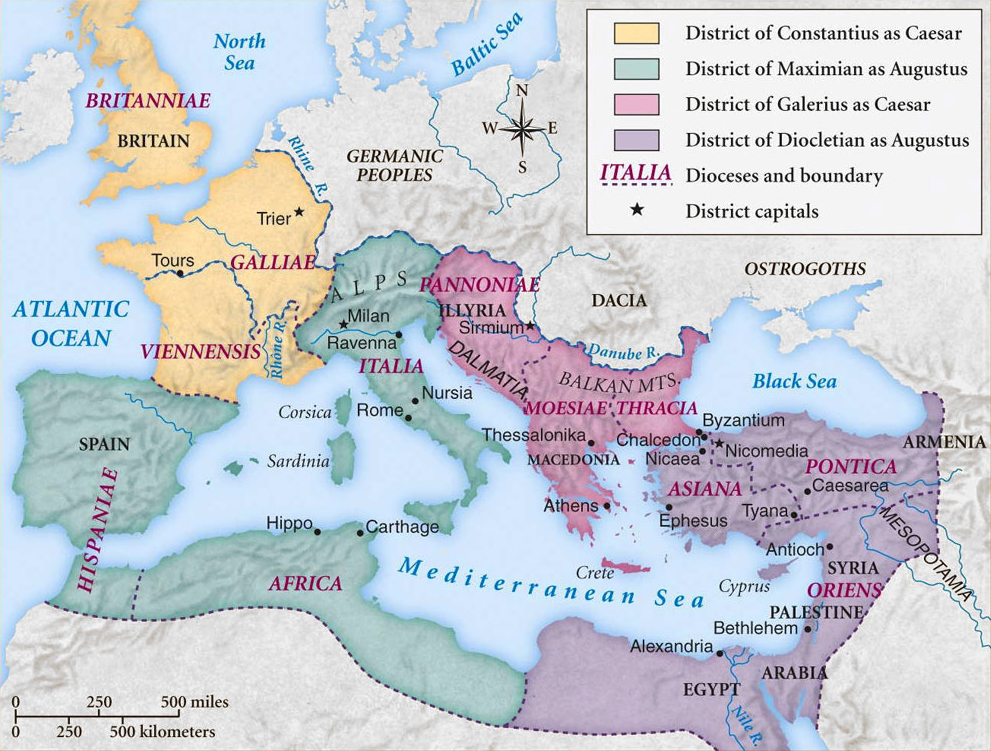
نقشهٔ امپراتوری روم تحت حکومت چهارنفره، نشان دهندهٔ محدودهٔ نفوذ چهار امپراتور.

چهار امپراتور پایگاه‌های خود را به جای رم در شهرهایی نزدیک‌تر به مرزها قرار دادند تا مقرهایی برای دفاع از امپراتوری در برابر رقیبان مرزی (به ویژه ساسانیان) و بربرها (در اصل ژرمن‌ها و نیز روند بی‌پایان ورود قبایل از استپ‌های شرقی) در راین و دانوب باشد. این مراکز به عنوان پایتخت حکمت چهارنفره شناخته می‌شوند. رم دیگر پایتخت اجرایی نبود، ولی همچنان نقش پایتخت نمادین را داشت.
چهار پایتخت شامل شهرهای زیر بودند:
- نیکومدیا در شمال غربی آسیای صغیر (ازمیت کنونی در ترکیه) پایگاهی برای دفاع برابر حملات از سوی بالکان و ساسانیان و پایتخت دیوکلسین بود.
- سیرمیوم (سرمسکا میتروویسای کنونی در ناحیهٔ وویوودینا در صربستان) پایتخت گالریوس بود.
- مدیولانوم (میلان کنونی) پایتخت ماکسیمیان بود.
- آگوستوسا تروروروم (تری‌یر کنونی در آلمان) پایتخت کنستانتیوس کلوروس بود و در نزدیکی مرز استراتژیک راین قرار داشت. این شهر پیشتر پایتخت تتریکوس (امپراتور گل) بود.

بندر آکویلیا در ساحل آدریاتیک و ابوراکوم (یورک کنونی در شمال انگلستان) نیز مراکز مهم ماکسیمیان و کنستانتیوس بودند.
در این دوران دولت روم واقعاً به چهار زیر-امپراتوری مجزا تقسیم نشده بود. هر امپراتوری محدودهٔ تأثیر خود را در حکومت داشت و در صحنهٔ جنگ، فرمانده عالی بود. خود در میدان حضور می‌یافت و بیشتر اختیارات را به سلسله مراتب اداری می‌سپرد.
در غرب، ماکسیمیان استان‌های غرب دریای آدریاتیک را تحت سلطه داشت و گل و بریتانیا در دست کنستانتیوس بود. در شرق، انعطاف بیشتری میان شرح وظایف دیوکلسین و گالریوس وجود داشت.

## موفقیت‌های نظامی
یکی از بزرگ‌ترین مشکلات پیش روی امپراتوران در بحران قرن سوم، این بود که در زمان واحد می‌توانستند نیروها را تنها در یک جبهه فرماندهی کنند. همچنین سپردن قدرت به جانشین در نبود امپراتور همراه با احتمال خطر بود؛ زیرا ممکن بود جانشین با پیروزی در یک نبرد به رقیبی برای امپراتور تبدیل شود. از سوی دیگر، هر چهار امپراتور حکومت چهارنفره دارای درجهٔ یکسان بودند و اختیارات یکسانی داشتند.
چند پیروزی نظامی مهم در دوران حکومت چهارنفره به دست آمد. در هر دو نظام دونفره و چهارنفره این اطمینان وجود داشت که یک امپراتور در نزدیکی هر منطقهٔ بحران قرار دارد و می‌تواند مستقیماً نیروها را هدایت کند و نیز می‌توان همزمان در بیش از یک جبهه لشکرکشی کرد. پس از شکستی که در سال ۲۹۶ از ایرانیان خوردند، گالریوس در سال ۲۹۸ نرسه را شکست داد و به پیمان صلحی دست یافت که صلح میان دو امپراتوری را به مدت یک نسل حفظ کرد. کنستانتیوس غاصب بریتانیایی را شکست داد؛ ماکسیمیان گل را ساکت کرد و دیوکلسین شورش‌های مصر را سرکوب کرد.

## سقوط
در سال ۳۰۵ دورهٔ بیست‌سالهٔ دیوکلسین و ماکسیمیان پایان یافت و هر دو استعفا کردند. گالریوس و کنستانتیوس کلوروس به مقام آگوستوس رسیدند و ماکسیمینوس و فلاویوس والریوس سوروس را به عنوان سزار انتخاب کردند. ولی این نظام به سرعت فروپاشید. کنستانتیوس در سال ۳۰۶ درگذشت و گالریوس به مقام آگوستوس ارتقا یافت. نیروهای کنستانتیوس ادعای مقام آگوستوس برای پسرش کنستانتین کردند. در همین زمان، ماکسنتیوس پسر ماکسیمیان نیز که از رسیدن به قدرت بازمانده بود، سوروس را شکست داد، او را وادار به استعفا کرد و در سال ۳۰۷ به قتل رساند. سپس ماکسنتیوس و ماکسیمیان خود را آگوستوس خواندند. در سال ۳۰۸ چهار نفر مدعی مقام آگوستوس بودند.
در سال ۳۰۸ گالریوس، دیوکلسین و ماکسیمیان درخواست برگزاری شورای امپراتوری در کارنونتوم کردند. شورا توافق کرد که لیسینیوس آگوستوس غرب و کنستانتین سزار او شود. در شرق، گالریوس آگوستوس بماند و ماکسیمینوس سزار او بماند. ماکسنتیوس غاصب خوانده شد. او در سال ۳۰۸ حتی بدون درجهٔ سلطنتی حاکم اصلی ایتالیا و آفریقا بود. کنستانتین و ماکسیمینوس ارتقای لیسینیوس به مقامی بالاتر از خود را تحمل نکردند. در سال ۳۰۹ کنستانتین و ماکسیمینوس نیز آگوستوس نامیده شدند.
بیشتر مدعیان امپراتوری بین سال‌های ۳۰۹ و ۳۱۳ مردند یا در جنگ‌های داخلی کشته شدند. کنستانتین در سال ۳۱۰ ماکسیمیان را وادار به خودکشی کرد. گالریوس در سال ۳۱۱ به صورت طبیعی درگذشت. در سال ۳۱۲ ماکسنتیوس در نبرد پل میلویو از کنستانتین شکست خورد و کشته شد. ماکسیمیوس پس از شکست از لیسینیوس در سال ۳۱۳ در طرسوس خودکشی کرد. به این ترتیب در سال ۳۱۳ تنها دو امپراتور باقی ماندند: کنستانتین در غرب و لیسینیوس در شرق. نظام چهار نفره به پایان راه رسید. کنستانتین در سال ۳۲۴ لیسینیوس را شکست داد، دو نیمهٔ امپراتوری را متحد کرد و خود را تنها آگوستوس اعلام کرد.

## نمونه‌های دیگر
- در دنیای باستان حکومت چهارنفره در تسالی (در شمال یونان) و گالاتیا (در مرکز آناتولی) وجود داشت.
- در داستان شیر، کمد و جادوگر، فرزندان خانوادهٔ پونسی به صورت چهارنفره بر نارنیا حکومت می‌کردند.